# Wolfrid Lier
Wolfrid Lier (häufig Wolfried Lier, * 1. Februar 1917 in Berlin; † 14. Dezember 1993 in München) war ein deutscher Schauspieler.

## Leben
Wolfrid Lier debütierte 1938 am Stadttheater von Neisse. Von 1939 bis 1943 gehörte er zum Ensemble des Landestheaters Gotha-Sondershausen, danach war er Kriegsteilnehmer. 1950 bis 1952 spielte er in Berlin am Theater am Kurfürstendamm, 1951/52 auch an der Tribüne. 1953 wechselte er an das Bayerische Staatsschauspiel, dem er erneut 1959 bis 1961 angehörte. Er arbeitete vor allem an den Münchner Kammerspielen, an denen er bis 1983 tätig war.
Ab 1949 wirkte Lier in einer Vielzahl von Filmen mit, in denen er meist kleinere Rollen übernahm. Einem größeren Publikum wurde er 1960 bekannt, als er im 1. Teil (Das Tagebuch des Jürgen Wilms) des 5-teiligen Fernsehklassikers Am grünen Strand der Spree von Hans Scholz neben Hinrich Rehwinkel, Wilmut Borell und Dieter Kirchlechner eine der Hauptpersonen, den Unteroffizier Jaletzki, verkörperte. In dem Dreiteiler Die Gentlemen bitten zur Kasse verkörperte er den Postzugräuber Walter Lloyd, der für das Lichtsignal an den Zug verantwortlich ist und durch bloßes Abdecken einer Lampe die gewünschte Wirkung erzielt. Kurz vor seinem Tod übernahm er die Rolle des Wilhelm in der Fernsehserie Immenhof, ist jedoch nur noch im Pilotfilm zu sehen. Für die weiteren Folgen übernahm Werner Dissel die Rolle. In vielen bekannten Krimiserien wie Der Kommissar, Der Alte , Derrick, Tatort oder Sonderdezernat K1 war Lier sehr häufig zu sehen. 
Lier arbeitete vor allem in den fünfziger und sechziger Jahren umfangreich für den Hörfunk. Er war vorübergehend mit Marianne Kortner verheiratet.
Wolfrid Lier lebte zuletzt in München und erlag am 14. Dezember 1993 seinem Krebsleiden. Die letzte Ruhe fand er auf dem Waldfriedhof von Fürstenfeldbruck1). Das Grabnutzungsrecht lag seit 2019 bei Schauspieler René Haßfurther, der dieses nach dem Tod von Kurt Rebmann, dem Lebensgefährten von Wolfrid Lier, übernommen hatte. Im November 2024 wurde die Grabstelle aufgelassen.

## Filmografie (Auswahl)
- 1949: Der Ruf
- 1950: Fünf unter Verdacht
- 1951: Kommen Sie am Ersten
- 1952: Der fröhliche Weinberg
- 1953: Brüderchen und Schwesterchen
- 1953: Die goldene Gans
- 1954: Morgengrauen
- 1955: Um Thron und Liebe
- 1955: Ludwig II. – Glanz und Elend eines Königs
- 1955: Des Teufels General
- 1955: Zwischen den Zügen
- 1955: Das Forsthaus in Tirol
- 1956: Ein Mädchen aus Flandern
- 1956: Heiße Ernte
- 1957: Schütze Lieschen Müller
- 1957: Bei Tag und bei Nacht oder Der Hund des Gärtners
- 1957: Die fidelen Detektive
- 1958: Auferstehung
- 1959: Arzt ohne Gewissen
- 1960: Oh, diese Bayern!
- 1960: Am grünen Strand der Spree – 1. Teil
- 1961: General Quixotte
- 1962: Becket oder Die Ehre Gottes
- 1962: Papiermühle
- 1963: Ein Sheriff für den Sarg
- 1963: Die sanfte Tour (Fernsehserie, Folge Der Baron und seine Ehre)
- 1963: Heroische Männer
- 1963: Interpol (Fernsehserie, Folge 3 Herz ist Trumpf)
- 1963: Die Nacht des Schreckens
- 1964: Die Teilnahme
- 1964: Mein oder Dein
- 1964: Ein Frauenarzt klagt an
- 1964: Kommissar Freytag (Fernsehserie, Folge Briefe aus Sydney)
- 1964: Tod um die Ecke
- 1965: Die Chinesische Mauer
- 1965: Gewagtes Spiel (Fernsehserie, Folge Das Geheimnis von Scheferloh)
- 1966: Die rote Rosa
- 1966: Marihuana
- 1966: Die Gentlemen bitten zur Kasse
- 1966: In Frankfurt sind die Nächte heiß
- 1967: Das Kriminalmuseum: Die Kiste (Fernsehreihe)
- 1967: Kommissar Brahm (Fernsehserie, Folge Tatverdacht)
- 1968: Das Kriminalmuseum: Das Goldstück
- 1969: Alarm
- 1969–1974: Der Kommissar (Fernsehserie, verschiedene Rollen, 7 Folgen)
- 1969: Bitte recht freundlich, es wird geschossen
- 1970: Unter Kuratel
- 1970: Something for Everyone
- 1971: Ein Vogel bin ich nicht
- 1972: Land
- 1972: Pater Brown (Fernsehserie, Folge Vaudreys Verschwinden)
- 1972–1973: Acht Stunden sind kein Tag
- 1973: Okay S.I.R. (Fernsehserie, Folge Kastanien aus dem Feuer)
- 1974: Der kleine Doktor (Fernsehserie, Folge: Der Dieb der Diebe)
- 1974, 1977: Sonderdezernat K1 (Fernsehserie, verschiedene Rollen, 2 Folgen)
- 1975–1992: Derrick (Fernsehserie, verschiedene Rollen, 11 Folgen)
- 1975: Beschlossen und verkündet (Fernsehserie, Folge Vater werden ist nicht schwer)
- 1977: Es muß nicht immer Kaviar sein
- 1977: Polizeiinspektion 1 (Fernsehserie, Folge Der Vermisste)
- 1977–1988: Der Alte (Fernsehserie, verschiedene Rollen, 7 Folgen)
- 1978: Der Schimmelreiter
- 1978: Freddie Türkenkönig
- 1979: Wunder einer Nacht
- 1979: Eckel und Binder
- 1979: Tatort: Ende der Vorstellung (Fernsehreihe)
- 1980: Nirgendwo ist Poenichen (Mehrteiler)
- 1980: Aller guten Dinge sind drei
- 1981: Sternensommer
- 1981: Tatort: Der unsichtbare Gegner
- 1982: Maxe
- 1982: Wer spinnt denn da, Herr Doktor?
- 1983: Die Matrosen von Kronstadt
- 1983: Tatort: Wenn alle Brünnlein fließen
- 1983: Die Krimistunde (Fernsehserie, Folge 8, Episode: "Willkommen in unserer Bank")
- 1983: Auf Achse (Fernsehserie, Folge Die letzte Chance)
- 1985: Die Krimistunde (Fernsehserie, Folge 18, Episode: "Der Mann in der Nachbarzelle")
- 1985: Der Fahnder (Fernsehserie, Folge Eine Beute kriegt Beine)
- 1985: Der Finger im Revolverlauf
- 1985: Didi und die Rache der Enterbten
- 1986: Tür an Tür
- 1986: Eine Schülerliebe
- 1986: Die Schokoladenschnüffler
- 1986: Wanderungen durch die Mark Brandenburg
- 1987: Ein Unding der Liebe (2. Teil)
- 1988: Bei Thea
- 1989: Mit Leib und Seele – Himmel und Hölle
- 1990: Der neue Mann
- 1990: Wer zu spät kommt – Das Politbüro erlebt die deutsche Revolution
- 1991: Einer für alle
- 1991: Unser Haus
- 1992: Thea und Nat
- 1994: Immenhof (Pilotfilm zur Serie, Eine verhängnisvolle Bürgschaft)
- 1994: Die schönsten Geschichten mit Heinz Rühmann